# لئونارد گیلمن
لئونارد ئی. "لن" گیلمن (انگلیسی: Leonard E. "Len" Gillman؛ ۸ ژانویهٔ ۱۹۱۷ – ۷ آوریل ۲۰۰۹) یک ریاضی‌دان اهل ایالات متحده آمریکا بود که در زمینه نظریه مجموعه‌ها فعالیت داشت.
وی همچنین برنده جوایزی همچون کمک هزینه گوگنهایم شده است.